# David Mazouz
David Mazouz (Los Angeles , 19 de fevereiro de 2001) é um ator norte-americano, conhecido por seu papel como "Jake" Bohm na série de TV Touch e Bruce Wayne em Gotham.

## Biografia
David Mazouz nasceu em Los Angeles, Califórnia, filho de Michel Mazouz, um médico, e Rachel Cohen, uma psicoterapeuta. Ele tem uma irmã, Rebecca. Ele é de uma família judia sefardita, e comemorou seu Bar Mitzvahat aos 13 anos. Seu pai é da Tunísia, e sua mãe nasceu nos Estados Unidos, com pais oriundos da Grécia.

## Filmografia

### Cinema
| Ano  | Título          | Papel           |
| ---- | --------------- | --------------- |
| 2011 | Coming & Going  | Timmy           |
| 2013 | Sanitarium      | Steve Mansworth |
| 2014 | The Games Maker | Ivan Drago      |
| 2015 | 6 Miranda Drive | Michael Taylor  |
| 2017 | Incarnate       | Cameron         |

### Televisão
| Ano         | Título           | Papel             | Nota                                |
| ----------- | ---------------- | ----------------- | ----------------------------------- |
| 2010        | Amish Grace      | Andy Roberts      | Telefilme                           |
| 2010        | Mike & Molly     | Randy             | Episódio: "After the Lovin'"        |
| 2011        | Private Practice | Marshall Rakoff   | Episódio: "God Bless the Child"     |
| 2011        | Criminal Minds   | Ryan Hall         | Episódio: "The Bittersweet Science" |
| 2011        | The Office       | Bert California   | Episódio: "Spooked"                 |
| 2012 - 2013 | Touch            | Jacob "Jake" Bohm | Elenco principal                    |
| 2013        | Major Crimes     | Steve             | Episódio: "All In"                  |
| 2013        | Dear Dumb Diary  | Hudson Rivers     | Telefilme                           |
| 2014        | Drop Dead Diva   | Ryan Hatcher      | Episódio: "Life & Death"            |
| 2014 - 2019 | Gotham           | Bruce Wayne       | Elenco principal                    |
| 2015 - 2016 | Gotham           | 514A              | 2ª e 3ª Temporada                   |
| 2016        | The Darkness     | Michel Taylor     | Telefilme                           |

## Prêmios
| Ano  | Prêmio             | Categoria                                      | Trabalho | Resultado | Ref.  |
| ---- | ------------------ | ---------------------------------------------- | -------- | --------- | ----- |
| 2013 | Young Artist Award | Melhor performance em série de TV - Ator Jovem | Touch    | Indicado  | [ 2 ] |